# Notopterus notopterus
Espèce
Statut de conservation UICN

 LC : Préoccupation mineure
Notopterus notopterus est une espèce de poissons de la famille des Notopteridae. 

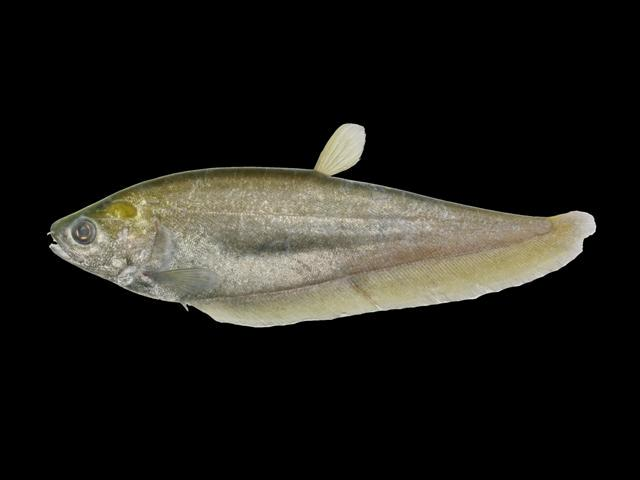
Notopterus notopterus, Province de Ranong, Thaïlande

On le trouve en Asie du Sud-Est, en particulier dans les fleuves Mékong et Chao Phraya. Il mesure 35 cm. C'est un poisson nocturne carnivore qui se nourrit de vers, de poissons, d'invertébrés aquatiques...

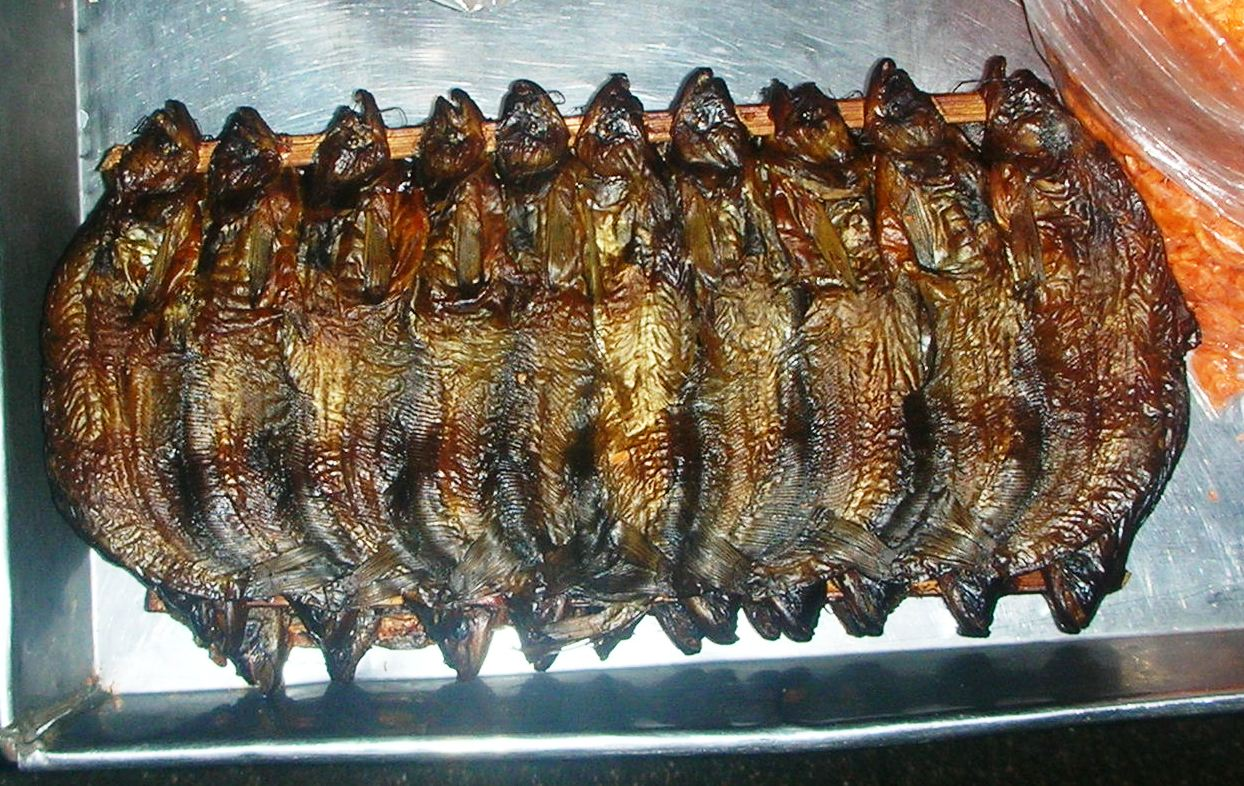
Notopterus notopterus séché et fumé (pla salat), spécialité culinaire de l'Isan, Plateau de Khorat

Ce poisson est utilisé comme ingrédient principal dans la sauce piquante thaïlandaise Nam phrik pla salat pon.